# Georgi Nadżakow
Georgi Nadżakow bułg. Георги Наджаков (ur. 26 grudnia 1896 w Dupnicy, zm. 24 lutego 1981 we Sofii) – bułgarski fizyk, członek Bułgarskiej Akademii Nauk, odkrywca fotoelektretu, odkrycia które umożliwiło skonstruowanie kserokopiarki.
Studiował w Uniwersytecie Sofijskim podczas I wojny światowej. Po studiach rozpoczął pracę na Wydziale Fizyki i Matematyki Uniwersytetu Sofijskiego. Następnie otrzymał stypendium naukowe, które umożliwiło mu staż w laboratorium Paula Langevina i Marii Skłodowskiej-Curie.
W 1937 dokonał odkrycia pierwszego fotoelektretu, którym była warstwa siarki poddawana jednocześnie naświetlaniu światłem widzialnym oraz wpływowi prądu elektrycznego. Odkrycie tego zjawiska pozwoliło na skonstruowanie w 1938 roku przez Chestera Carlsona pierwszej kserokopiarki.
Po II wojnie światowej w 1946 założył Instytut Fizyki Ciała Stałego Bułgarskiej Akademii Nauk, który obecnie nosi jego imię. Brał udział w pracach na skonstruowaniem bułgarskiego reaktora atomowego, był również jednym z reprezentantów Bułgarii, który podpisał statut Zjednoczonego Instytutu Badań Jądrowych u Dubnej.

## Upamiętnienie
- lodowiec Nadżakowa na półwyspie Arctowskiego (Antarktyda)
- Instytut Fizyki Ciała Stałego im. Georgi Nadżakowa Bułgarskiej Akademii Nauk[4]
- ulica Akademika Georgi Nadżakowa w Sofii